# Franz Krippner
Franz Krippner (* 31. März 1896 in Wien; † 21. August 1982 ebenda) war ein österreichischer Politiker (ÖVP) und Kaufmann. Er war von 1949 bis 1959 Abgeordneter zum Österreichischen Nationalrat.
Krippner besuchte nach der Volksschule die Unterrealschule und erlernte den Beruf des Kaufmanns. Er übernahm in der Folge ein Lebensmittelgeschäft und war als Kaufmann tätig, wobei ihm der Berufstitel Kommerzialrat verliehen wurde. Zudem war er als Bezirksgruppenobmann der Reichsorganisation der Kaufleute Österreichs aktiv. Er vertrat die Österreichische Volkspartei zwischen dem 8. November 1949 und dem 9. Juni 1959 im Nationalrat.